# Хоспіо
Хоспіо (груз. ხოსპიო) — село в Грузії.
За даними перепису населення 2014 року в селі проживає 385 осіб.